# Çölçü
Pour plus de détails, voir Fiche technique et Distribution.
Çölçü est un film azerbaïdjanais réalisé par Chamil Aliyev (az) et sorti en 2012.
Il est sélectionné pour représenter l'Azerbaïdjan aux Oscars du cinéma 2014 dans la catégorie meilleur film en langue étrangère.

## Synopsis
Dans la steppe d'Azerbaïdjan, une histoire d'amour entre un jeune homme et une fille aux cheveux courts.

## Fiche technique
- Titre original : Çölçü (litt. « Le paysan du désert »)
- Réalisation : Chamil Aliyev (az)
- Scénario : Vidadi Həsənov
- Photographie : Rafiq Nəsirov
- Pays de production : Azerbaïdjan
- Genre : Drame
- Langue : azéri
- Durée : 80 minutes
- Dates de sortie :
  - Estonie : 20 novembre 2012 (Festival du film Nuits noires de Tallinn)
  - Azerbaïdjan : 12 février 2013

## Distribution
- Bəhruz Vaqifoğlu : l'homme des steppes
- Salome Demuria : la fille aux cheveux courts
- Vidadi Həsənov : le plus grand des steppes
- Cavidan Məmmədli : l'enfant des steppes
- Vüsal Mehrəliyev :

## Distinctions

### Nominations
- Festival du film Kinoshock d'Anapa 2012
- Festival du film d'Almaty 2012
- Festival du film de Dushanbe 2012
- Festival du film Nuits noires de Tallinn 2012
- Festival international du film du Caire 2012
- Festival du film de Tbilissi 2012
- Festival du film de Tbilissi 2012
- Festival international du film d'Ankara 2013